# موزه ملی مرکز هنر رینا سوفیا
موزه ملی مرکز هنر رینا سوفیا (به اسپانیایی: Museo Nacional Centro de Arte Reina Sofía) (موزه رِینا سوفیا یا موزه ملکه سوفیا) موزه ملی هنرهای سده بیستم میلادی اسپانیاست. این موزه به طور رسمی در ۱۰ سپتامبر ۱۹۹۲ و به نام ملکه سوفیا افتتاح شد. این موزه در مادرید قرار دارد و تمرکز اصلی‌اش، هنر اسپانیایی است. آثار برجسته این موزه شامل مجموعه‌هایی از دو تن از برجسته‌ترین استادان هنر اسپانیا، پابلو پیکاسو و سالوادور دالی می‌شود.

## نگارخانه

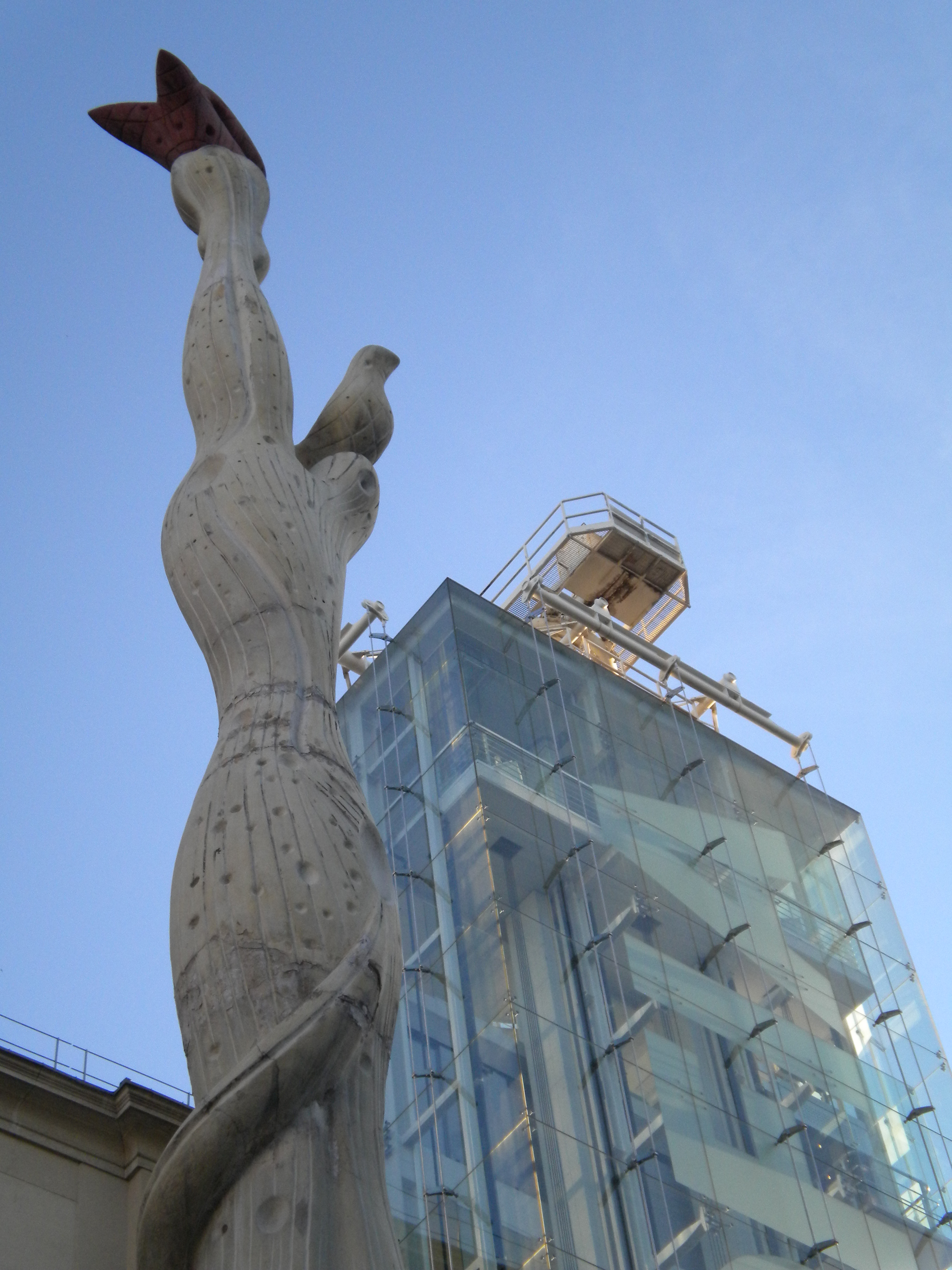
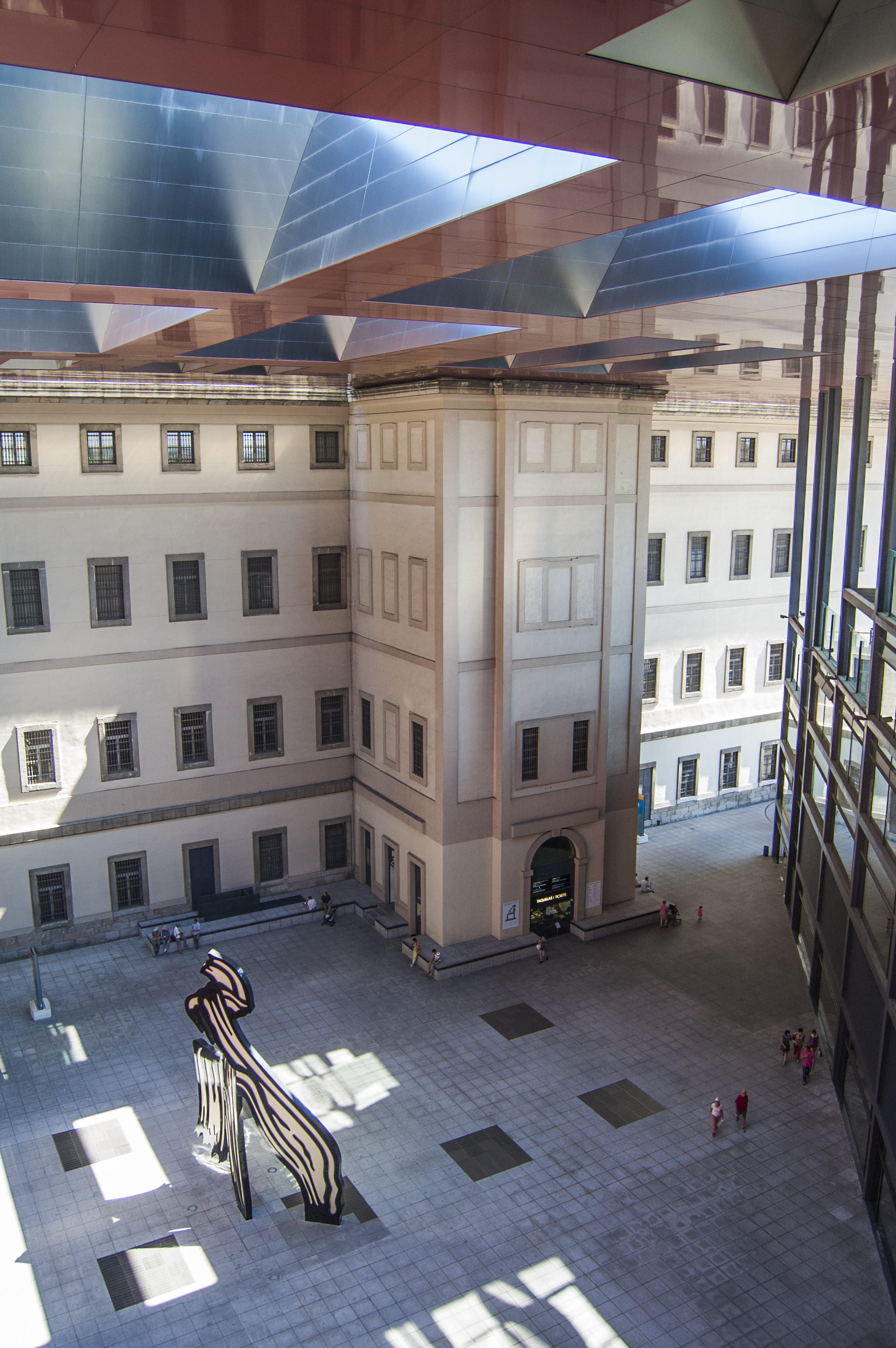
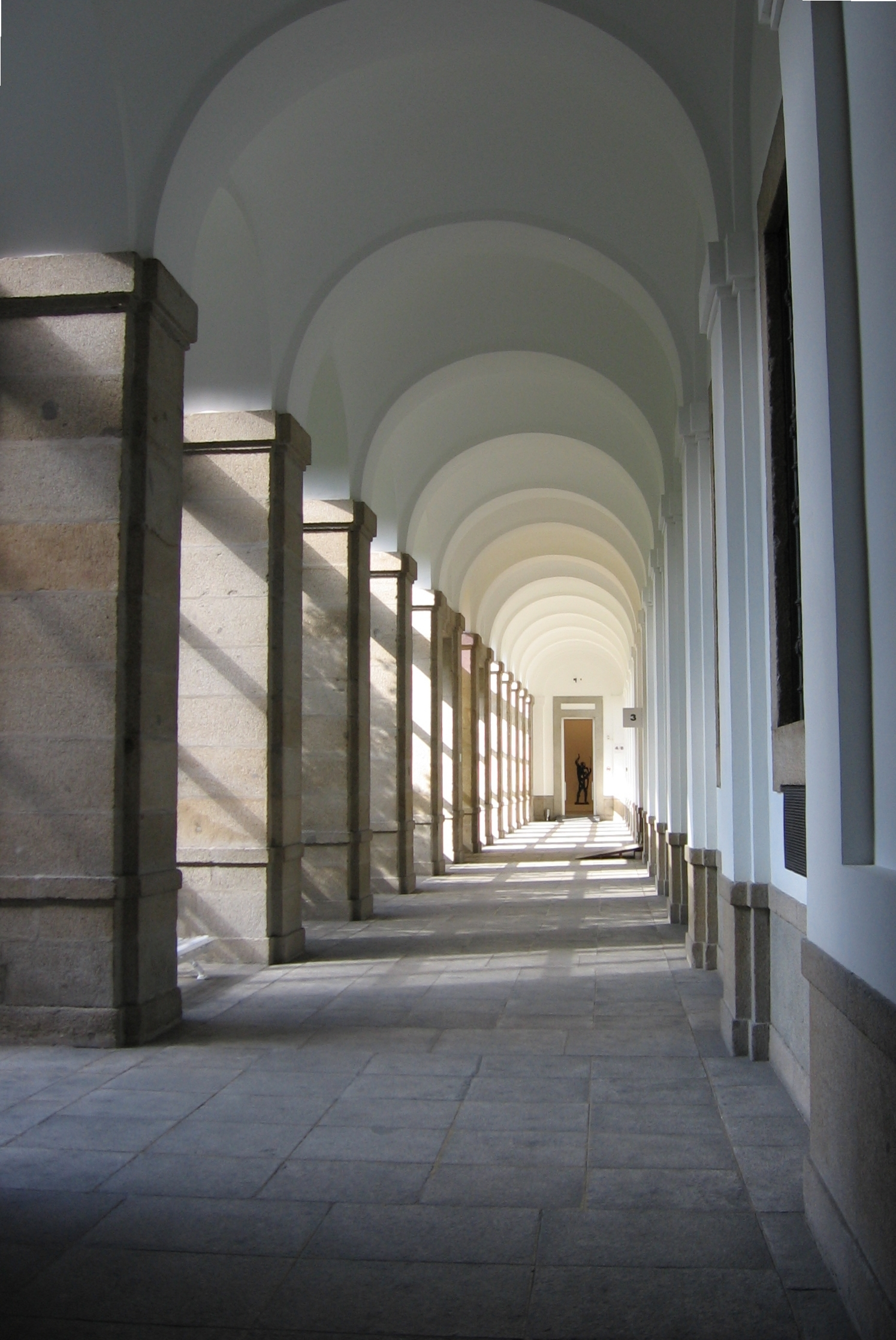
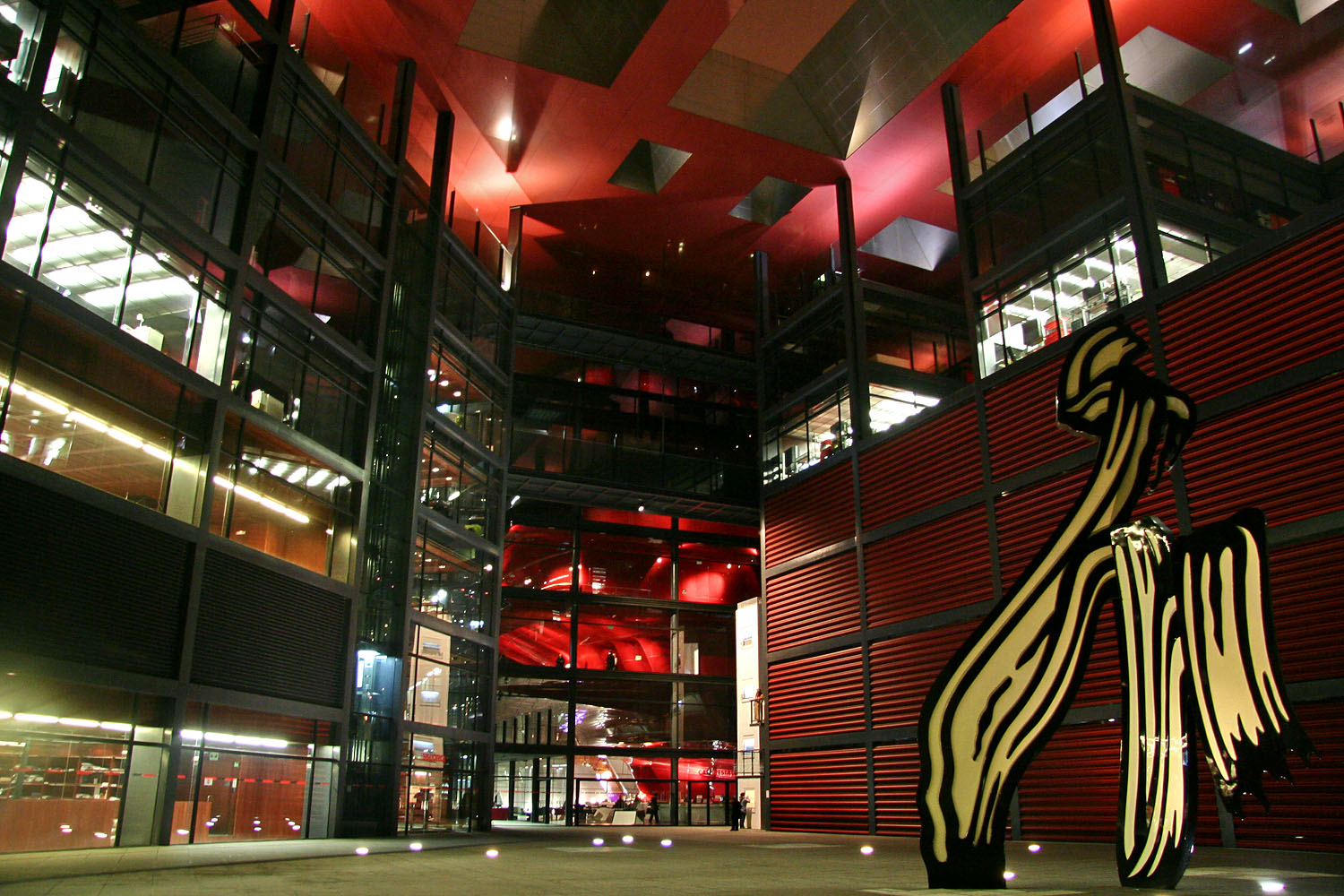